# フリードリヒ・エーベルト (息子)

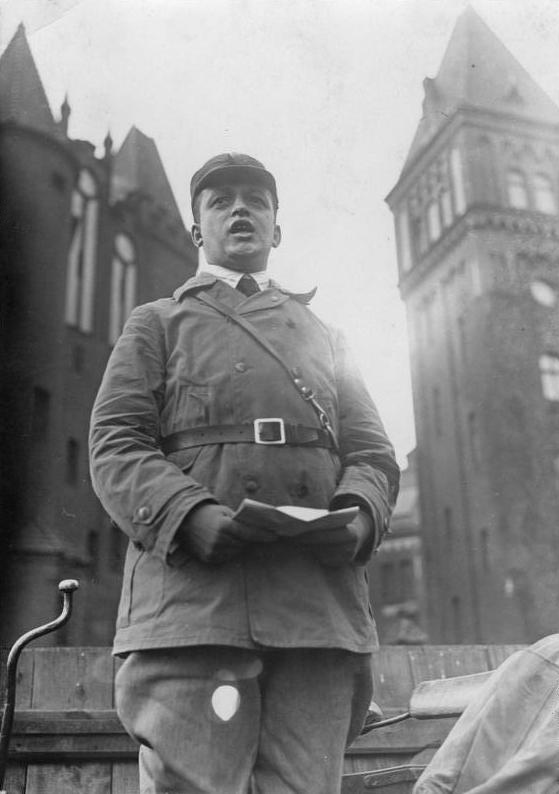
選挙演説するエーベルト（1928年5月）

フリードリヒ・エーベルト（ドイツ語: Friedrich Ebert, 1894年9月12日 ‐ 1979年12月4日）は、ドイツの政治家。ヴァイマル共和国で初代大統領を務めた同名人物の息子。ドイツ民主共和国（東ドイツ）では東ベルリン市長や国家評議会議長代行（国家元首）を務めた。

## 来歴・人物
ドイツ社会民主党（SPD）の政治家で後にドイツ国初代大統領となるフリードリヒ・エーベルトの息子として、ブレーメンに生まれる。
1909年から印刷所の徒弟として修業を積む。
1910年、SPDの青年組織である社会主義労働青年団に加入し、1913年にSPDに入党。
1915年から兵士として第一次世界大戦に従軍。兄2人は戦死し、自身も負傷した。
ヴァイマル共和政時代は党関係の新聞社で働き、特にブランデンブルク・アン・デア・ハーフェルで発行されていたSPD系の「ブランデンブルク新聞」での勤務が長かった。地方議員を経て、1928年から1933年までドイツ国会議員。
ナチスが政権を獲得した1933年、違法な政治活動という罪状により懲役8ヶ月の判決を受け、強制収容所に入れられた。1939年にドイツ国防軍に徴兵され、1940年からは出版庁勤務となった。1945年の第二次世界大戦終結まで、警察の監視下に置かれていた。
終戦後、ソビエト連邦軍の占領下にあったブランデンブルク州でSPDの地区代表に選出された。
1946年、ソビエト連邦の圧力でソ連軍占領地域（のちの東ドイツ）のSPDとドイツ共産党が合同しドイツ社会主義統一党（SED）が成立すると、SEDの中央委員会委員に選出。
1948年にベルリン市長のエルンスト・ロイターがソ連の影響力を避けるため市政府を西側占領地域に移転すると、直ちに東ベルリン市政府を組織。市長に就任し1967年まで在職した。
翌1949年、ドイツ民主共和国の成立に伴い人民議会議員に選出されると共に、SED中央委員会政治局員にも選出。
1960年から国家評議会議員となる。1971年からは国家評議会副議長・SED議員団団長となり、1973年にヴァルター・ウルブリヒト議長が死去したときは、後任にヴィリー・シュトフが選出されるまで一時的に臨時議長を務めた。人民議会ではしばしば議長代理を務めた。
1979年にベルリンで死去し、同市フリードリヒスフェルデ中央墓地にある社会主義者墓地に埋葬された。
カール・マルクス勲章、祖国功労勲章、諸国民友好勲章を受章。
1967年の東ベルリン市長退任時にベルリン名誉市民となるが、ドイツ再統一後の1992年に取り消された。